# Aidas
Aidas ist ein litauischer männlicher Vorname (abgeleitet von aidas, dt. Echo).
Außer als persönlicher Vorname kommt das Wort als Namensbestandteil der Titel mehrerer historischer und aktueller Zeitungen litauischer Sprache vor, u. a. Aidas (1923–1930, Zeitschrift für Exillitauer in den USA), Aidas (1938–1939, herausgegeben im damals polnisch besetzen Vilnius), Baltijos aidas („Echo des Baltikums“, hg. 1931–1932 zweimal wöchentlich in Klaipėda), Kauno aidas („Kaunaser Echo“, hg. 1988–1996 in Kaunas), Lietuvos aidas („Echo Litauens“, hg. 1917–1918 in Vilnius, 1928–1940 in Kaunas und seit 1990 wieder in Vilnius) und Žemaičių aidas (Echo Niederlitauens, hg. seit 1994 in Telšiai).

## Personen
- Aidas Gedvilas (* 1966), Politiker, Seimas-Mitglied und Vizeverkehrsminister
- Aidas Giniotis (*  1964), Schauspieler, Regisseur und Theaterpädagoge
- Aidas Labuckas (1968–2013), Schachspieler
- Aidas Preikšaitis (* 1970), Fußballspieler